# Clint Bowyer
Clint Bowyer (nasceu em 30 de Maio de 1979) é um ex-piloto norte-americano de Stock Cars Americano (NASCAR). Bowyer foi campeão da Nationwide Series em 2008. Ele passou por diversas equipes na NASCAR como, Richard Childress Racing, Michael Waltrip Racing, HScott Motorsports e por último na Stewart-Haas Racing, substituindo o dono da equipe Tony Stewart. 

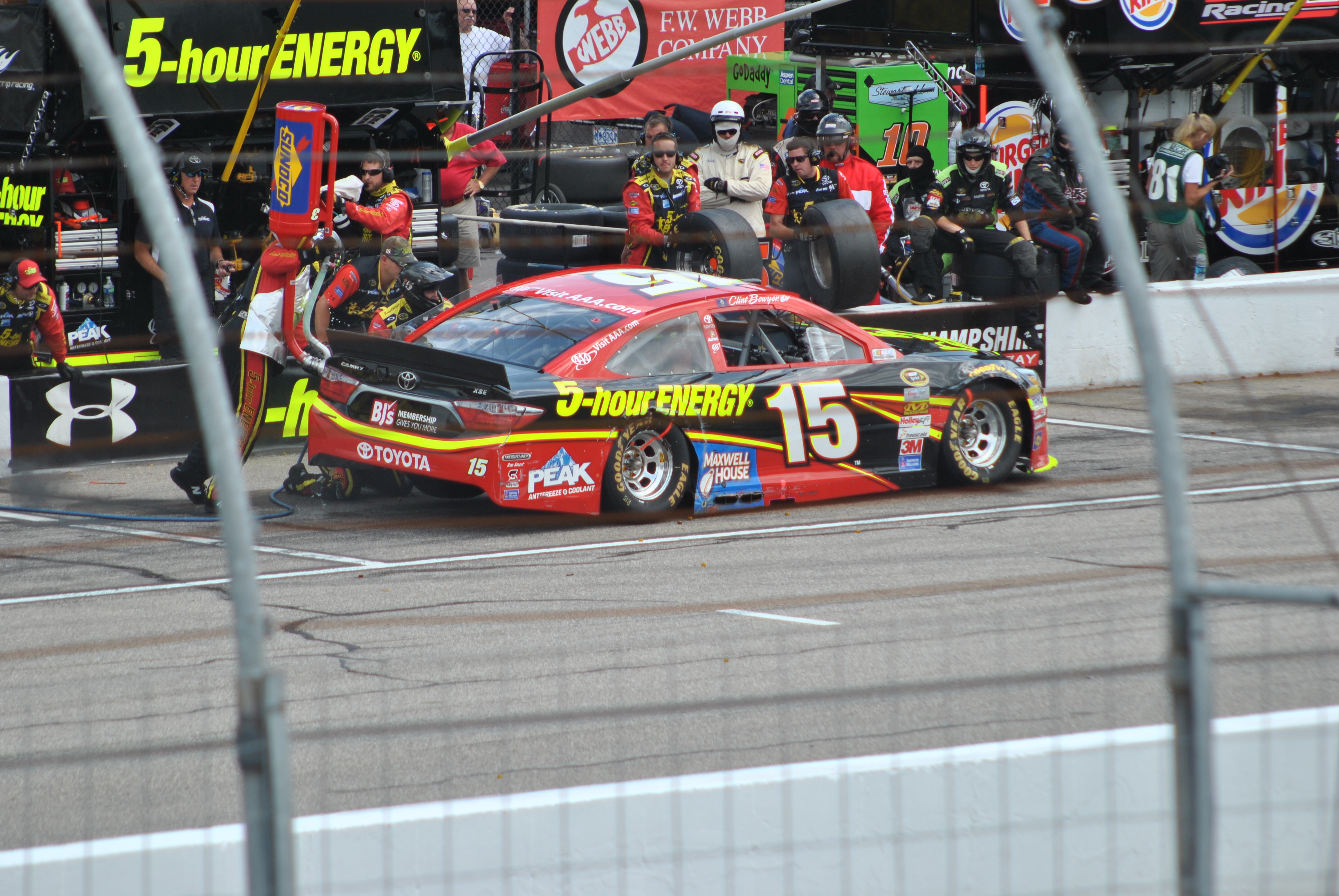
Carro de Client Bowyer na NASCAR Cup Series em 2015.

Clint é um piloto sempre envolvido em polêmicas, na temporada de 2012 da Monster Energy NASCAR Cup Series, estava disputando o titulo com Brad Keselowski e Jimmie Johnson, quando Jeff Gordon destruiu o carro de Bowyer propositalmente na penúltima prova da temporada, o incidente foi uma retaliação ao que Bowyer tinha feito à Gordon no início da temporada, isso tirou suas esperanças de título, ao cair para o 3º lugar na classificação. Devido a um problema com o carro de Johnson na última prova, Bowyer ainda ficou com o vice-campeonato, que foi vencido por Keselowski.
Em 2013, se envolveu em um escândalo, que ficou conhecido como Richmondgate. Na última etapa da temporada regular, Clint Bowyer rodou propositalmente no final de prova para trazer uma bandeira amarela. O incidente beneficiou seu companheiro de equipe Martin Truex, Jr., que conseguiu se classificar para os Playoffs graças à essa amarela. Gordon saiu prejudicado pois era o líder da prova e somente a vitória o garantiria nos Playoffs. Gordon foi ultrapassado por Carl Edwards que venceu a prova. Dois dias depois do incidente, a NASCAR decidiu excluir Truex dos Playoffs, e sua vaga assim passava ao Ryan Newman, e Gordon foi adicionado nos Playoffs pois a NASCAR acredita que ele saiu prejudicado após o incidente. Após a descoberta do Richmondgate, a NAPA Auto Parts, retirou seu patrocínio de Truex, que acabou sendo demitido da equipe e indo para a pequena Furniture Row Racing no ano seguinte, a equipe de Michael Waltrip, que era uma equipe vencedora na categoria, caiu muito de nível após a perda de patrocínios e severas multas, e após a temporada de 2015 fechou suas portas. Em 2016, Bowyer foi então para uma das menores equipe do grid na época, a HScott Motorsports, para em 2017 assumir o lugar deixado por Tony Stewart, que se aposentou.
Desde 2021, quando se aposentou das pistas, Bowyer passou a atuar como comentarista da Fox Sports estadunidense nas transmissões da NASCAR, nos EUA.